# دائرة عموشة
دائرة عموشة هي إحدى دوائر ولاية سطيف الجزائرية.

## التقسيم الإداري
تضم الدائرة حسب التقسيم الإداري لسنة 1984 ثلاث بلديات هي :
- عموشة
- واد البارد
- تيزي نبشار